# Ле Хонг Фонг
Ле Хонг Фонг (вьет. Lê Hồng Phong, настоящее имя Ле Ван Зук (вьет. Lê Văn Dục); 6 сентября 1902, Нгеан — 6 сентября 1942, Тюрьма Кондао) — вьетнамский революционер, генеральный секретарь Коммунистической партии Индокитая в 1931—1936 годах.

## Биография
Родился в бедной крестьянской семье, имя при рождении — Ле Ван Зук, в возрасте 16 лет изменил своё имя на Ле Ван Зуен. Начал трудовую деятельность на соляном заводе и вскоре стал профессиональным революционером. В 1924 году вместе с группой товарищей перебрался в Гуанчжоу (Китай), где встретились с Хо Ши Мином и вступили в революционную организацию Новый союз молодёжи. В 1925 году Ле Хонг Фонг начал обучение в военной школе Хуанпу, а в феврале 1926 года вступил в Коммунистическую партию Китая. В 1926 году поступил в школу ВВС в Гуанчжоу, став первым вьетнамским военным лётчиком, а в августе 1927 перевёлся в лётное училище в Ленинграде. С декабря 1927 по ноябрь 1928 года учился в Борисоглебске в лётном училище под фамилией Литвинов, а с декабря 1928 года учился в Москве в Коммунистическом университете трудящихся Востока имени И. В. Сталина. После окончания учёбы направлен в ряды РККА.
В феврале 1930 года Ле Хонг Фонг вместе с Хо Ши Мином, Чан Фу и другими руководил работой конференции в Гонконге, где объединились нескольких коммунистических организаций, возникших в стране в предшествующие годы и была организационно оформлена Коммунистическая партия Вьетнама (в октябре 1930 переименована в Коммунистическую партию Индокитая, КПИК).
В марте 1935 года на I съезде Коммунистической партии Индокитая в Макао Ле Хонг Фонг был избран её генеральным секретарём. Возглавлял делегацию КПИК на VII конгрессе Коминтерна в июле-августе 1935 года Москве. Конгресс признал, что КПИК является официальным отделением Коминтерна и избрал Ле Хонг Фонга кандидатом в члены Исполкома Коминтерна.
В марте 1938 года Ле Хонг Фонг принял участие в заседании Центрального комитета КПИК в пригороде Сайгона, где было принято решение создать «Демократический фронт Индокитая».
22 июня 1939 года Ле Хонг Фонг был арестован французскими властями в Сайгоне и был приговорен к шести месяцам тюремного заключения. 6 февраля 1940 года он был арестован во второй раз, был приговорен к пяти годам лишения свободы и сослан в тюрьму на «остров смерти» Пуло-Кондор (архипелаг Кондао), где 6 сентября 1942 года умер в заключении.
Был женат на Нгуен Тхи Минь Кхай.